# Browserkaper
Een browserkaper of in computertermen een browser hijacker genoemd, is een spywareprogramma dat een deel van een browser overneemt. Een browserkaper zal een persoon bij zoekopdrachten omleiden naar kwaadaardige websites. Het belangrijkste doel van een browserkaper is het verkeer toe te laten nemen naar de site waar de gebruiker naar wordt omgeleid. De browserkaper installeert bijvoorbeeld vaak een zoekbalk of verandert keer op keer de thuispagina op iemands persoonlijke computer. Daarnaast zal een browserkaper zich automatisch op de achtergrond bezighouden met het verzamelen van vertrouwelijke informatie om deze vervolgens door te sturen naar een hacker.
Een browserkaper zal meestal geïnstalleerd worden zonder medeweten of toestemming van de persoon in kwestie door middel van downloads of besmette e-mails.

## Voorbeelden van browserkapers
- Astromenda Search
- ask toolbar
- Onewebsearch
- TV Wizard
- Conduit Search
- CoolWebSearch
- MyWebSearch
- EasyPDFCombine
- Delta Search and Claro Search
- Search-daily.com
- MyStartSearch
- MyStart.IncrediBar Search
- Nation Zoom
- Babylon Toolbar
- Qone8.com
- qvo6.com
- istartsurf.com
- Mixi.DJ
- Snap.do
- Searchnu.com
- Searchgol.com
- Tuvaro
- Trovi
- Vosteran
- Groovorio
- GoSave
- Motius.com

## Oplossing
Een groot deel van de bestaande browserkapers kan snel en effectief verwijderd worden met een anti-spyware-programma. Het is echter beter te voorkomen dan te genezen. Daarom wordt aangeraden om een behoorlijk anti-spyware-programma te installeren en kritisch te zijn in wat men aanklikt.